# Ormia crespoi
Ormia crespoi är en tvåvingeart som beskrevs av Tavares 1965. Ormia crespoi ingår i släktet Ormia och familjen parasitflugor. Inga underarter finns listade i Catalogue of Life.